# Чемпіонат світу з фігурного катання 2016
Чемпіонат світу з фігурного катання 2016 проходив в американському Бостоні з 28 березня по 3 квітня 2016 року на льду спортивного комплексу Ті-Ді-Гарден. Було розіграно комплекти нагород у чоловічому та жіночому одиночному катанні, парному катанні та танцях на льоду.